# Kimmswick (Misuri)
Kimmswick es una ciudad ubicada en el condado de Jefferson en el estado estadounidense de Misuri. En el Censo de 2010 tenía una población de 157 habitantes y una densidad poblacional de 259,05 personas por km².

## Geografía
Kimmswick se encuentra ubicada en las coordenadas 38°21′56″N 90°21′53″O / 38.36556, -90.36472. Según la Oficina del Censo de los Estados Unidos, Kimmswick tiene una superficie total de 0.61 km², de la cual 0.61 km² corresponden a tierra firme y (0%) 0 km² es agua.

## Demografía
Según el censo de 2010, había 157 personas residiendo en Kimmswick. La densidad de población era de 259,05 hab./km². De los 157 habitantes, Kimmswick estaba compuesto por el 90.45% blancos, el 1.27% eran afroamericanos, el 0% eran amerindios, el 6.37% eran asiáticos, el 0% eran isleños del Pacífico, el 0% eran de otras razas y el 1.91% pertenecían a dos o más razas. Del total de la población el 1.27% eran hispanos o latinos de cualquier raza.